# Webb (Iowa)
Webb és una població dels Estats Units a l'estat d'Iowa. Segons el cens del 2000 tenia 165 habitants.

## Demografia
Segons el cens del 2000, Webb tenia 165 habitants, 73 habitatges, i 44 famílies. La densitat de població era de 127,4 habitants/km².
Dels 73 habitatges en un 26% hi vivien nens de menys de 18 anys, en un 50,7% hi vivien parelles casades, en un 4,1% dones solteres, i en un 38,4% no eren unitats familiars. En el 34,2% dels habitatges hi vivien persones soles el 20,5% de les quals corresponia a persones de 65 anys o més que vivien soles. El nombre mitjà de persones vivint en cada habitatge era de 2,26 i el nombre mitjà de persones que vivien en cada família era de 2,84.
Per edats la població es repartia de la següent manera: un 25,5% tenia menys de 18 anys, un 4,2% entre 18 i 24, un 24,2% entre 25 i 44, un 23,6% de 45 a 60 i un 22,4% 65 anys o més.
L'edat mediana era de 42 anys. Per cada 100 dones de 18 o més anys hi havia 86,4 homes.
La renda mediana per habitatge era de 27.500 $ i la renda mediana per família de 31.500 $. Els homes tenien una renda mediana de 30.000 $ mentre que les dones 21.528 $. La renda per capita de la població era de 13.087 $. Entorn del 10,4% de les famílies i el 9,8% de la població estaven per davall del llindar de pobresa.

## Poblacions més properes
El següent diagrama mostra les poblacions més properes.